# Dyscritomyia lata
Dyscritomyia lata är en tvåvingeart som beskrevs av James 1981. Dyscritomyia lata ingår i släktet Dyscritomyia och familjen spyflugor. Inga underarter finns listade i Catalogue of Life.